# Chingy
Howard Bailey, Jr. (9 de marzo de 1980, San Luis, Misuri), conocico por su nombre artístico Chingy , es un cantante, compositor, rapero y actor estadounidense.
Es conocido por su sencillo de éxito masivo, "Right Thurr", el cual se escuchó en radios, televisiones, pistas de bailes, discotecas y similares, por todo el país durante el año 2003.

## Biografía

### Comienzos
Bailey Jr. tiene dos hermanos mayores y dos hermanas menores. Se aficionó a la música a una edad temprana, ya escribía canciones a la edad de 9 años. Por aquel entonces era conocido como H Thugz. Más tarde se uniría a una banda amateur conocida como Without Warning (los otros miembros de la banda se llamaban M.G.D. y Mysphit). Una vez en el instituto se cambió el nombre artístico por el de Howie, para luego cambiárselo por el definitivo Chingy.
Al principio Bailey Jr. iba de gira con Nelly, hasta que Ludacris mostró interés por el artista y lo contrató para su productora.

### Carrera musical
Una vez convertido en miembro de Disturbing Tha Peace, Chingy llegó a la fama con su sencillo "Right Thurr" (que debería estar escrita Right There y que se ha convertido en una frase muy popular en todo el mundo, a pesar de ser gramaticalmente incorrecta y utilizada anteriormente por Nelly) de su álbum Jackpot. Tras el éxito de "Right Thurr", "Holidae In", con Snoop Dogg y Ludacris, también fue un sencillo exitoso en las listas, al igual que el siguiente, "One Call Away" con la colaboración de J-Weav.
Por entonces tuvo disputas con DTP por lo que el artista acabó abandonando la productora y quedándose en Capitol Records.
El 16 de noviembre de 2004 lanzó su segundo disco, Powerballin', que incluía el single "Balla Baby". Por entonces, Chingy también aparecería en el éxito "I Like That" de Houston. Por esas fechas, el rapero terminó sus disputas con Nelly. 
Chingy frecuentemente menciona St. Louis en su música, y se ve representando su ciudad. Su juego de palabras como "there [thurr], y "here" [hurr, her] es en realidad un acento común en la comunidad afroamericana de St. Louis. Chingy a menudo se refiere a él mismo como 'Ching-A-Ling'. 
En septiembre de 2006 saco su tercer disco Hoodstar los sencillos fueron "Dem Jeans" y "Pullin' Me Back". Este es un disco mucho más personal.
Antes de sacar su cuarto disco Chingy volvió a DTP y confirmó que su disco se llamaría Hate It or Love It.
Y el 18 de diciembre de 2007 el álbum salió a la venta. Sus sencillos fueron "Fly Like Me" con Amerie y "Gimme Dat" con Ludacris y Bobby Valentino.
El artista recientemente confirmó que está planeando un nuevo disco, el cual aparecerá el 7 de septiembre en 2010. El título del álbum es Success And Failure, y cuenta con las colaboraciones de 8Ball o Lil' Flip. El álbum salió a la venta en la fecha indicada y cuenta con 14 canciones.
Chingy está en la actualidad preparando su próximo álbum, el cual reveló que llevaría por nombre No Risk No Reward. Está aún sin fecha de salida. El álbum será lanzado al mercado por la nueva productora de Chingy; Full Dekk Music Group (anteriormente conocida como Slot-A-Lot Records).

## Discografía

### Álbumes
| Año  | Título | Posición | Posición | Posición | Posición | Ventas y calificaciones                                                                                               |
| Año  | Título | U.S.     | U.S. R&B | UK       | AUS      | Ventas y calificaciones                                                                                               |
| ---- | --- | -------- | -------- | -------- | -------- | --- |
| 2003 | Jackpot - Productora: Disturbing Tha Peace/Capitol Records                                                                       | 2        | 2        | 73       | 36       | - RIAA Certificación: 2x Platino - CRIA Certificación: Oro - U.S. Ventas: 2.3 millones - Ventas Mundiales: 3 millones |
| 2004 | Powerballin' - Productora: Slot-A-Lot/Capitol Records                                                                            | 11       | 5        | —        | 49       | - RIAA Certificación: Platino - U.S. Ventas: 1 millón                                                                 |
| 2006 | Hoodstar - Productora: Slot-A-Lot/Capitol Records                                                                                | 9        | 3        | —        | 100      | - RIAA Certificación: Oro - U.S. Ventas: 500.000                                                                      |
| 2007 | Hate It or Love It - Productora: Slot-A-Lot/Disturbing Tha Peace/Def Jam                                                         | 84       | 17       | —        | —        | - RIAA Certificación: - - U.S. Ventas: 60.000                                                                         |
| 2010 | Success And Failure - Quinto álbum de estudio - Lanzado: 7 de septiembre de 2010 - Productora: Slot-A-Lot/Real Talk Enterteiment | -        | -        | -        | -        | - RIAA Certificación: - - U.S. Ventas:                                                                                |

### Mixtapes
| Título                         | Detalles del mixtape                                                                   |
| ------------------------------ | -------------------------------------------------------------------------------------- |
| Global Warming                 | - Lanzado: 12 de enero del 2009 - Productora: World Star Hip-Hop Records Entertainment |
| Fresh Thug Vol. 1              | - Lanzado: 24 de enero del 2009 - Productora: Slot-A-Lot Records                       |
| 1st Quarter                    | - Lanzado: 12 de mayo del 2009 - Productora: Slot-A-Lot Records                        |
| Stars & Straps Reloaded Vol. 1 | - Lanzado: 24 de julio del 2009 - Productora: Slot-A-Lot Records                       |
| The Mixtape                    | - Lanzado: 10 de noviembre del 2009 - Productora: Slot-A-Lot Records                   |
| Jackpot Back                   | - Lanzado: 6 de marzo del 2012 - Productora: Full Dekk Music Group                     |
| Chances Make Champions         | - Lanzado: 13 de octubre del 2012 - Productora: Full Dekk Music Group                  |
| FullDekk Fullosiphy            | - Lanzado: 13 de mayo del 2014 - Productora: Full Dekk Music Group                     |

### EPs
| Título                     | Detalles                                                                                     |
| -------------------------- | -------------------------------------------------------------------------------------------- |
| Pick 3 (con Mysphit & MGD) | - Lanzado: 25 de enero del 2005 - Productora: 49 Productions - Formato: CD, descarga digital |
| Chingology                 | - Lanzado: TBA - Productora: Full Dekk - Formato: CD, descarga digital                       |

## Sencillos

### Propias
| Año  | Canción                                            | U.S. Hot 100 | U.S. R&B | U.S. Rap | UK singles | Álbum                            |
| ---- | -------------------------------------------------- | ------------ | -------- | -------- | ---------- | -------------------------------- |
| 2003 | "Right Thurr"                                      | 2            | 2        | 1        | 17         | Jackpot                          |
| 2003 | "Holidae In" (con Snoop Dogg & Ludacris)           | 3            | 2        | 2        | 35         | Jackpot                          |
| 2004 | "One Call Away" (con J-Weav)                       | 2            | 3        | 1        | 26         | Jackpot                          |
| 2004 | "Balla Baby"                                       | 20           | 17       | 7        | 34         | Powerballin'                     |
| 2005 | "Don't Worry" (con Janet Jackson)                  | —            | 60       | —        | —          | Powerballin'                     |
| 2006 | "Pulling Me Back" (con Tyrese)                     | 9            | 1        | 1        | 44         | HoodStar                         |
| 2006 | "Dem Jeans" (con Jermaine Dupri)                   | 59           | 57       | 19       | -          | HoodStar/Bratz: Forever Diamondz |
| 2007 | "Fly Like Me" (featuring Amerie)                   | 89           | 40       | 21       | —          | Hate It or Love It               |
| 2008 | "Gimme Dat" (featuring Ludacris & Bobby Valentino) | —            | —        | —        | —          | Hate It or Love It               |
| 2010 | "Iced Out" (featuring 8Ball)                       | —            | —        | —        | —          | Success & Failure                |
| 2010 | "Anythang" (featuring Lil' Flip)                   | —            | —        | —        | —          | Success & Failure                |
| 2013 | "Fallin'" (featuring L. Frost)                     | —            | —        | —        | —          | No Risk No Reward                |

### Colaboraciones
| Año  | Canción                                                                                        | U.S. Hot 100 | U.S. R&B | U.S. Rap | UK Singles | Álbum                       |
| ---- | ---------------------------------------------------------------------------------------------- | ------------ | -------- | -------- | ---------- | --------------------------- |
| 2003 | "Shorty" (Busta Rhymes featuring Chingy, Fat Joe & Nick Cannon)                                | —            | 101      | —        | —          | Love Don't Cost a Thing OST |
| 2003 | "Can't Stop, Won't Stop [Remix]" (Young Gunz featuring Chingy)                                 | 14           | 10       | 6        | —          | Tough Luv                   |
| 2004 | "I Like That" (Houston featuring Chingy. Nate Dogg & I-20)                                     | 11           | 14       | —        | 11         | It's Already Written        |
| 2004 | "Fightin' in the Club" (I-20 featuring Lil' Fate, 2 Chainz & Chingy)                           | —            | 102      | —        | —          | Self Explanatory            |
| 2008 | "Celebrity Chick" (Disturbing Tha Peace featuring Ludacris, Chingy, Steph Jones & Small World) | —            | —        | —        | —          | Strength In Numbers         |

## Videografía
- Jackpot:
- 2003: "Right Thurr"
- 2003: "Right Thurr" (Remix) (con Jermaine Dupri & Trina)
- 2003: "Holidae Inn" (con Snoop Dogg & Ludacris)
- 2004: "One Call Away" (con J-Weav)
- 2004: "Jackpot"

- Powerballin':
- 2004: "Balla Baby"
- 2004: "Balla Baby" (Remix) (con Lil' Flip & Boozie)

- Hoodstar:
- 2006: "Pullin Me Back" (con Tyrese & Jermaine Dupri)
- 2006: "Dem Jeans" (con Jermaine Dupri)

- Hate It Or Love It:
- 2007: "Fly Like Me" (con Amerie)
- 2008: "Gimme Dat" (con Ludacris y Bobby Valentino)

## Apariciones
- 2003: "We Got" (Ludacris featuring I-20, Tity Boi, & Chingy)
- 2005: "Get Down" (DJ Quik featuring Chingy)
- 2005: "Baller" (Young Buck featuring Lil' Flip & Chingy)
- 2005: "Ride Out" (Mack 10 featuring Chingy)
- 2007: "Bartender (Remix)" (T-Pain featuring Chingy & Akon)
- 2008: "So Fly Remix" (Slim featuring Chingy, Jadakiss, Chamillionaire, Freeway, 8ball, Shawty Lo & Busta Rhymes)
- 2008: "My Lady" (Tydis feat. Chingy)
- 2008: "Wanna Balla" (Soulja Boy feat. Chingy, Gucci Mane & Nikki Manij)
- 2009: "You Make Me Say" (Tydis feat. Chingy)
- 2009: "Donk Dat" (Yung Ro feat. Chingy & City Spud)
- 2010: "Look At Her Go (Remix)" (Gena featuring Murphy Lee, Chingy & Jibbs)

## Filmografía

### Cine
| Año  | Título            | Papel     | Notas           |
| ---- | ----------------- | --------- | --------------- |
| 2006 | The System Within | Nick      |                 |
| 2006 | Scary Movie 4     | Él mismo  | Escena ampliada |
| 2008 | Psycho            | Pizza man |                 |
| 2010 | Speed-Dating      | Kenneth   |                 |
| 2010 | Polish Bar        | Fat Moe   |                 |

### Televisión
| Año  | Título           | Papel    | Notas      |
| ---- | ---------------- | -------- | ---------- |
| 2005 | My Wife and Kids | Él mismo |            |
| 2005 | George Lopez     | Él mismo | Entrevista |
| 2005 | One on One       | Taz      |            |
| 2005 | Punk'd           | Él mismo |            |
| 2006 | Yo Mamma         | Él mismo |            |
| 2009 | Caramel          | Kyle     |            |
| 2013 | Couples Therapy  | Él mismo |            |